# グリフィニア
グリフィニア（学：Griffinia）はヒガンバナ科に含まれる属の一つ。または、グリフィニア属に含まれる植物の総称。

## 特徴
ブラジルの大西洋沿岸に自生するヒガンバナ科の球根植物である。近縁種のブルーアマリリスと同じく、ヒガンバナ科の中では珍しく青色に近い配色の花を付ける。耐暑性には優れるが、耐寒性には乏しく、冬期の栽培には工夫が必要である。葉はやや肉厚で、花茎の先端に花弁が六枚で、中心が白色の花を付ける。以上の様に特異性に富んだ花であるが、日本では流通量は極めて少なく、リボリアナ種（G. liboniana）や種間交雑種の‘シュプリーム’が少々流通する程度にとどまっている。また、植物園でもごくわずかにしか見られない。

## 栽培方法
植え付けは四月ごろが適期である。水はけの良い土壌に植えるようにする。寒さには弱いので地植えには不向き。冬期には、灌水を控え目にする。夏は直射日光を嫌う為、寒冷紗などで遮光して栽培する。花が咲き終わった花茎は、速やかに切除するよう心掛ける。植え付け時に施肥は不必要で、生育が旺盛になる夏期ごろに化成肥料を施肥すると生育が良くなる。花にアザミウマが稀に発生する。

## 名称について
学名の由来は不明。英名の「Mini blue amarilis」は、近縁種のブルーアマリリスより花が小さい事に由来する。

## 種
グリフィニア属には凡そ20種類が知られている。ただし、リボリアナ種（G. liboniana）交雑種の‘シュプリーム’以外は日本では見かける機会は非常に稀。本節では抜粋し掲載する。参考元はこちら。
- グリフィニア・エスフィリテンシス

　（Griffinia espiritensis）
- グリフィニア・グランドネリアナ

　（Griffinia gardneriana）
- グリフィニア・ノクターナ

　（Griffinia nocturna）
- グリフィニア・ヒアシンティナ

　（Griffinia hyacinthina）
- グリフィニア・リボリアナ

　（Griffinia liboniana）